# Frédéric de Hesse-Cassel-Rumpenheim
Le prince Frédéric de Hesse-Cassel (11 septembre 1747 – 20 mai 1837) est l'un des plus jeunes membres de la dynastie qui a gouverné le Landgraviat de Hesse-Cassel et un général danois.
Il est le fils cadet de Frédéric II de Hesse-Cassel et Marie de Grande-Bretagne

## Biographie
Son père, le prince héréditaire (qui règne à partir de 1760 à 1785) a quitté la famille en 1747 et s'est converti au catholicisme, et divorce en 1755. Le jeune prince Frédéric, avec deux de ses frères aînés, sont avec leur mère, la landgravine Marie et se sont installés au Danemark, invités de sa sœur Louise de Grande-Bretagne, morte en 1751. Ses deux frères aînés épousent des princesses danoises - leurs cousines au premier degré - en 1763 et 1766. Ils sont restés au Danemark. Son frère aîné est retourné à Cassel, en 1785, pour devenir landgrave.

## Mariage
Il épouse la princesse Caroline de Nassau-Usingen (4 avril 1762 Biebrich - 17 août 1823 Offenbach), héritière d'une famille qui s'est éteinte en ligne masculine. En 1781, il achète le château de Rumpenheim, de son frère Charles, qui devient le siège de la famille. Ses descendants sont connus sous le nom de Hesse-Cassel-Rumpenheim, branche de la Maison de Hesse, l'une des deux seules branches qui a survécu jusqu'à nos jours.

## Les enfants
- Guillaume de Hesse-Cassel-Rumpenheim (24 décembre 1787 – 5 septembre 1867), marié à Louise-Charlotte de Danemark (1789-1864) et est le père de Louise de Hesse-Cassel (épouse de Christian IX de Danemark).
- Charles Frédéric (9 mars 1789 – 10 septembre 1802)
- Frédéric-Guillaume (24 avril 1790 – 25 octobre 1876)
- Louis-Charles (12 novembre 1791 – 12 mai 1800)
- Georges-Charles (14 janvier 1793 – 4 mars 1881)
- Louise Caroline Marie Frédérique (9 avril 1794 – 16 mars 1881), marié à Georges von der Decken (1787-1859), général de la cavalerie du Hanovre
- Marie-Wilhelmine de Hesse-Cassel (21 janvier 1796 – 30 décembre 1880), mariée à Georges de Mecklembourg-Strelitz (1779-1860)
- Augusta de Hesse-Cassel (25 juillet 1797 – 6 avril 1889), a épousé le Prince Adolphe, duc de Cambridge (1774-1850)